# Al-Rubbah
Riba, Hama (tiếng Ả Rập: الربا) là một ngôi làng Syria nằm ở phó huyện Salamiyah thuộc huyện Salamiyah, Hama. Theo Cục Thống kê Trung ương Syria (CBS), Riba, Hama có dân số 1813 trong cuộc điều tra dân số năm 2004.